# Osservatorio popolare di Drebach
L'osservatorio popolare di Drebach (in tedesco Volkssternwarte Drebach) è un osservatorio astronomico tedesco situato a Drebach. Il suo codice MPC è 113 Volkssternwarte Drebach, Schoenbrunn.
L'osservatorio venne inaugurato il 3 luglio 1969 come osservatorio scolastico aperto al pubblico. Nel 1974 viene dotato di una seconda struttura di osservazione. Nel 1986 vengono rinnovati tutti gli edifici. Dal 1992 opera anche come stazione meteorologica. Nel 1997 viene dotato della cupola per ospitare un telescopio riflettore da 50 cm che, a tutt'oggi, costituisce lo strumento principale di osservazione.
Nel 2001 viene inaugurato il planetario con una volta di 11 metri.
Il Minor Planet Center lo accredita per la scoperta di tredici asteroidi effettuate tra il 2001 e il 2005. Inoltre presso le sue strutture numerosi altri oggetti celesti sono stati scoperti da vari astronomi: Jens Kandler, André Knöfel e Gerhard Lehmann.
| 26757 Bastei | 20 maggio 2001 |